# اس‌ام یوبی-۸۰
اس‌ام یوبی-۸۰ (به انگلیسی: SM UB-80) یک زیردریایی بود که طول آن ۵۵٫۸۵ متر (۱۸۳٫۲ فوت) بود. این زیردریایی در سال ۱۹۱۷ ساخته شد.